# Det er morgen
"Det er morgen" er en sang fra den danske poprock-gruppe Bifrost, skrevet af Tom Lundén fra gruppen. Sangen udgjorde den ene side af gruppens fjerde single fra 1979; på den anden side var "Billen", skrevet af Annapurna. Begge sangene var med på albummet Læn Dem ikke ud fra samme år. Singlen udkom på CBS Records.
"Det er morgen" var et af Bifrosts største hits og kom med på gruppens første opsamlingsalbum, Bifrost's bedste (1981) og det delvise opsamlingsalbum Hjerte til salg (1997) samt en række opsamlingsalbum med forskellige kunstnere. Sangen er en del af lydsporet til filmen Dan-Dream (2017).

## Musikere
Gruppens besætning på Læn Dem ikke ud, hvorfra sangen stammer, var følgende:
- Ida Klemann
- Annapurna
- Asger Skjold
- Mogens Fischer
- John Teglgaard
- Mikael Miller
- Torben Andersen
- Tom Lundén